# Euphorbia caeladenia
Euphorbia caeladenia es una especie fanerógama perteneciente a la familia de las euforbiáceas.  Es originaria de Asia. 

## Descripción
Es una hierba ereccta ±, glabra, perennifolia glauca que alcanza un tamaño de hasta 40 cm de alto, aunque por lo general la media es de 20 cm de altura, con varios tallos  leñosos. Tallos con hojas alternas, sésiles, variable en forma y tamaño, de lineal a lanceoladas u oblongo-lanceoladas, de 1-7 x 0,1-1 (-1.5) cm, las de los brotes axilares más estrechas que las de los tallos principales, agudas, subagudas, obtusas o redondas en el ápice, redondeadas o superficialmente cordadas en la base, subenteras de forma irregular o fuertemente denticulados, a veces el margen también ondulado. Pseudumbelas 3-4 (-5)  verticiladas, ligeramente mayores que las del tallo principal, pero de otro modo se asemeja a ellos; hojas opuestas, progresivamente más corta y más ancha que las hojas pseudumbeladas. Ciatios en la terminación de cada eje. Glándulas transversalmente ovaladas, redondeadas en el borde exterior, ocre. Frutas trilobuladas, ± cónicas, 6 x 5 mm, suave. Estilos diferentes, unidos en la base o para hasta 1/3 de su longitud, ½ mm de largo, bífido, bilobadas o ± indivisas. Semillas obovoide-cilíndricas, 4,5 x 3 x 2,5 mm (sin incluir la carúncula), ± lisos, gris pálido o blanquecino, con una carúncula cónica estipitada.

## Distribución y hábitat
Se encuentra en Irán, Afganistán. En abiertas laderas calizas pedregosas, en barrancos, en los campos de suelo arenoso o arcilloso y por canales de riego y vías fluviales; a una altitud de 1400 a 2900 metros.

## Taxonomía
Euphorbia caeladenia fue descrita por    Pierre Edmond Boissier y publicado en Diagnoses Plantarum Orientalium Novarum, ser. 2, 4: 81. 1859.
Etimología
Euphorbia: nombre genérico que deriva del médico griego del rey Juba II de Mauritania (52 a 50 a. C. - 23), Euphorbus, en su honor – o en alusión a su gran vientre –  ya que usaba médicamente Euphorbia resinifera. En 1753 Carlos Linneo asignó el nombre a todo el género.
caeladenia: epíteto
Sinonimia
- Euphorbia multifurcata Rech.f., Aellen & Esfand.
- Euphorbia odontophylla Boiss.
- Euphorbia stocksiana Boiss.
- Euphorbia stocksiana var. ovata Boiss.
- Tithymalus caeladenius (Boiss.) Soják
- Tithymalus multifurcatus (Rech.f., Aellen & Esfand.) Soják
- Tithymalus stocksianus (Boiss.) Soják[3][4]